# Amsterdam Chess Open
Het Amsterdam Chess Open is een grootschalig schaaktoernooi dat in oktober 2023 voor het eerst werd gehouden. Het is met een capaciteit van 400 deelnemers het op één na  grootste weekendschaaktoernooi van Nederland (alleen het Limburg Open is groter). 
Tijdens het Amsterdam Chess Open wordt ook de Wil Haggenburg-trofee uitgereikt voor de beste schaker van de Schaakbond Groot-Amsterdam. De winnaar van deze trofee mag deelnemen aan kwalificatiewedstrijden voor het Nederlands kampioenschap schaken.

## Geschiedenis
Het Amsterdam Chess Open bouwt voort op de geschiedenis van twee andere toernooien die in Amsterdam werden georganiseerd: Het Eijgenbroodtoernooi en het Wil Haggenburg-toernooi.
Het Eijgenbroodtoernooi was een weekendschaaktoernooi dat jaarlijks werd georganiseerd door de Amsterdamse schaakvereniging Caïssa. Het toernooi werd traditioneel gehouden in het laatste weekend van oktober. Na de laatste editie in 2019 werd het toernooi niet meer georganiseerd.
Het Wil Haggenburg-toernooi werd georganiseerd door de Schaakbond Groot-Amsterdam en gold als het persoonlijk kampioenschap van deze schaakbond. De animo voor dit toernooi liep steeds verder terug, tot er in 2017 slechts 48 schakers meespeelden. Daarom koos de SGA in 2018 voor een nieuwe opzet: Het Amsterdam Open, dat ook openstond voor schakers die niet lid zijn van de SGA. Er deden toen 120 schakers mee. Miguoel Admiraal won dat toernooi, terwijl Barry Brink als hoogst geklasseerde SGA-lid de Wil Haggenburg-trofee opeiste. Door omstandigheden (zoals het wegvallen van de speelzaal (Sporthal Ijburg), de coronapandemie en het ontbreken van een toernooileider binnen het SGA-bestuur) bleef de Amsterdam Open slechts bij één editie.
De Schaakbond Groot-Amsterdam is daarna op zoek gegaan naar organisatoren die een nieuw weekendtoernooi op poten wilden zetten. Schakers van drie verschillende verenigingen (Caïssa, Sv Amsterdam West en SV Zwart op Wit) vormden een commissie en richtten voor de organisatie van het toernooi een stichting op, de Stichting Amsterdam Chess Open.
Het toernooi bestaat uit vier ratinggroepen (>2000, 1700-2050, 1400-1750 en < 1450). Locatie van het toernooi is het Cygnus Gymnasium in Amsterdam-Oost, waar het Vereenigd Amsterdamsch Schaakgenootschap zijn speellocatie heeft.
Tijdens de eerste editie van het Amsterdam Chess Open hebben diverse bekende schakers deelgenomen, waaronder IM Arthur Pijpers, Rick Lahaye, IM Barry Brink, FM Khoi Pham, IM Albert Blees, Daan Zult, FM Michaël Wunnink, FM Arno Bezemer, FM Esper van Baar, FM Aran Köhler en FM Cesar Becx en Tweede Kamerlid Olaf Ephraim. Grootmeester Paul van der Sterren verrichtte de opening van het toernooi.

## Overzicht edities
| # | Jaar | Data          | Locatie                           | Winnaar     | WH-trofee      |
| - | ---- | ------------- | --------------------------------- | ----------- | -------------- |
| 1 | 2023 | 27-29 oktober | Cygnus Gymnasium (Vrolikstraat 8) | Rick Lahaye | IM Barry Brink |
| 2 | 2024 | 1-3 november  | Corry Tendeloohuis                |             |                |
| 3 | 2025 | 24-26 oktober | Corry Tendeloohuis                |             |                |